# Institut séculier Saint-Dominique
L'institut séculier Saint-Dominique est un institut séculier de l'Église catholique formé par des femmes célibataires ou veuves laïques vivant dans le monde selon l'esprit de saint Dominique. Elles poursuivent leur activité professionnelle et vivent la pauvreté, la chasteté et l'obéissance évangéliques.
L'institut, qui a reçu l'approbation de droit diocésain à Paris, le 2 février 1994, est implanté en France, en Suisse et au Canada.